# 아이멘 마틀루티
아이멘 마틀루티(아랍어: أيمن المثلوثي, Aymen Mathlouthi, 1984년 9월 14일 ~ )는 발불리(Balbouli)라는 이름으로도 불리는 튀니지의 전 축구 선수로 현역 시절 골키퍼로 활약했으며, 그는 과거 튀니지 축구 국가대표팀의 주장이기도 했다.